# 何子聰
何子聰（1407年—？），字友聞，直隸吳橋人，祖籍山東即墨，民籍，明朝政治人物，同進士出身。

## 生平
正統三年（1438年）戊午科順天府鄉試第三十五名。正統四年（1439年）參加己未科會試第五十六名，殿試登進士第三甲第十八名。歷山西趙城縣（現已併入洪洞縣）知縣，任內移築城池。官至同知。

## 家族
曾祖父何彥中、祖父何克敬、父亲何福原，曾任陰陽訓術。